# El amor brujo (novela)
El amor brujo es una novela del escritor y periodista argentino Roberto Arlt, publicada en 1932.
La novela narra el romance entre el ingeniero Estanislao Balder (de 27 años) e Irene Loayza, una joven de familia de clase media con 19 años, residente en Tigre. A lo largo de la obra se suceden asimismo crudas reflexiones sobre el matrimonio, el sexo y la familia.